# Traianos Dellas
Traianos Dellas - em grego, Τραϊανός Δέλλας (Tessalônica, 31 de janeiro de 1976) é um ex-futebolista grego que atualmente é treinador de futebol. Atualmente está sem clube.

## Biografia
Dellas tem suas primeiras chances no futebol profissional pelo Aris, em 1993, mas no ano seguinte sai por empréstimo ao Panserraikos, da segunda divisão helênica. Em seus dois anos no clube, torna-se um dos destaques e retorna então ao Aris em 1996, onde rapidamente conquista a titularidade. Após uma boa temporada, deixa seu país para jogar na Inglaterra com a camisa do Sheffield United, no qual permanece por dois anos sem o mesmo brilho, até retornar à Grécia, desta vez para o AEK Atenas, em 1999. Em 2001 é emprestado ao Perugia, da Série A Italiana, e em 2002 é contratado pela Roma. Na equipe da capital italiana fica por três anos, mas mais uma vez não consegue repetir o sucesso que lhe era comum nos campos gregos, sendo alvo de inúmeras piadas das torcidas rivais. Em 2005, sem ter seu contrato renovado, volta ao AEK. Em meados da atual temporada, é contratado pelo Anorthosis Famagusta FC.
Os insucessos no clubes foi esquecido durante a passagem de Dellas na Seleção Grega. Na Euro 2004, os helênicos venceram o seu primeiro título europeu da história. Na ocasião, Dellas foi eleito o melhor defensor da competição, jogando todas as partidas e marcando o gol da vitória contra a República Tcheca, nas semifinais. Em 09 de abril de 2013, estreia na função de treinador, onde comanda o  AEK. Em 20 de outubro de 2015, se demite do comando, após a derrota por 4 a 0 contra o Olympiacos CFP, que foi considerada humilhante para sua estadia.
Em 4 de novembro de 2015, foi contratado pelo Atromitos para o cargo de treinador.

## Títulos
Seleção Grega
- Eurocopa: 2004

Copa da Grécia:1
AEK Atenas:2000

## Ligações Externas
- Perfil em Fifa.com[ligação inativa] (em inglês)